# أولاد اعمر لحلاف (لحلاف مزاب)
أولاد اعمر لحلاف هي إحدى مشيخات المملكة المغربية، تتبع جغرافيا لإقليم سطات وإداريًا للحلاف مزاب. يقدر عدد سكانها بـ 1825 نسمة حسب الإحصاء الرسمي للسكان والسكنى لسنة 2004.